# Oman op de Olympische Zomerspelen 2024
Oman nam deel aan de Olympische Zomerspelen 2024 in Parijs, Frankrijk.

## Aantal Deelnemers
Hieronder volgt een overzicht van de atleten die zich reeds gekwalificeerd hebben voor de Olympische Zomerspelen van 2024.
| Sport       | Mannen | Vrouwen | Totaal |
| ----------- | ------ | ------- | ------ |
| Atletiek    | 1      | 1       | 2      |
| Schietsport | 1      | 0       | 1      |
| Zwemmen     | 1      | 0       | 1      |
| Totaal      | 3      | 1       | 4      |

## Deelnemers en Resultaten

### Atletiek

#### Loopnummers
Mannen
| Atleet               | Onderdeel | Voorronde | Voorronde | Series | Series | Herkansingen | Herkansingen | Halve finale   | Halve finale   | Finale         | Finale         |
| Atleet               | Onderdeel | Tijd      | Rang      | Tijd   | Rang   | Tijd         | Rang         | Tijd           | Rang           | Tijd           | Rang           |
| -------------------- | --------- | --------- | --------- | ------ | ------ | ------------ | ------------ | -------------- | -------------- | -------------- | -------------- |
| Ali Anwar Al-Balushi | 100 m     | bye       | bye       | 10,26  | 6      | n.v.t.       | n.v.t.       | Niet geplaatst | Niet geplaatst | Niet geplaatst | Niet geplaatst |

Vrouwen
| atleet          | onderdeel | voorronde | voorronde | series         | series         | herkansingen | herkansingen | halve finale   | halve finale   | finale         | finale         |
| atleet          | onderdeel | tijd      | rang      | tijd           | rang           | tijd         | rang         | tijd           | rang           | tijd           | rang           |
| --------------- | --------- | --------- | --------- | -------------- | -------------- | ------------ | ------------ | -------------- | -------------- | -------------- | -------------- |
| Mazoon Al-Alawi | 100 m     | 12.58     | 7         | niet geplaatst | niet geplaatst | n.v.t.       | n.v.t.       | niet geplaatst | niet geplaatst | niet geplaatst | niet geplaatst |

### Schietsport
Mannen
| atleet         | onderdeel | kwalificaties | kwalificaties | finale         | finale         |
| atleet         | onderdeel | punten        | rang          | punten         | rang           |
| -------------- | --------- | ------------- | ------------- | -------------- | -------------- |
| Said Al-Khatri | trap      | 114           | 30            | niet geplaatst | niet geplaatst |

### Zwemmen
Mannen
| Atleet        | Onderdeel        | Series | Series | Halve finale   | Halve finale   | Finale         | Finale         |
| Atleet        | Onderdeel        | Tijd   | Rang   | Tijd           | Rang           | Tijd           | Rang           |
| ------------- | ---------------- | ------ | ------ | -------------- | -------------- | -------------- | -------------- |
| Issa Al-Adawi | 100 m vrije slag | 53,19  | 70     | Niet geplaatst | Niet geplaatst | Niet geplaatst | Niet geplaatst |